# Joe D'Amato
Aristide Massaccesi, conegut com a Joe D'Amato (Roma, 15 de desembre de 1936 - Roma, 23 de gener de 1999), va ser un escriptor, productor, cinematògraf i director de cinema italià. És reconegut per una llarga llista de pel·lícules d'explotació, eròtiques, de terror i pornogràfiques, algunes de les quals han esdevingut de culte.

## Filmografia

### Director
- Passione fiore (1990)
- Le Notti erotiche dei morti viventi (1980)
- Antropophagus (1980)
- Porno Holocaust (1981)
- Caligola... la storia mai raccontata (1982)
- Rosso sangue (1982, la segona part d'Antropophagus, també coneguda com a Antropophagus 2)
- Undici giorni, undici notti (1986)
- Top Model (1987)
- La historia sexual de Tarzán (1994)
- Dangerous (1996)
- La iena (1997)
- Peccati di gola (1997)
- Goya and the Naked Maja (1998)

### Productor
- Deliria (1987) de Michele Soavi
- Uccelli assassini (1987) de Claudio Lattanzi
- Witchery (1988) de Fabrizio Laurenti
- Paura nel buio (1989) d'Umberto Lenzi
- La Casa 5 (1990) de Claudio Fragasso

### Guionista
- Undici giorni, undici notti (1986, VHS)
- Top Model (1987)
- La Casa 5 (1990) de Claudio Fragasso

### Director de fotografia
- Cosa avete fatto a Solange? (1972) de Massimo Dallamano